# Lars Løkke Rasmussen
Lars Løkke Rasmussen (n. 15 mai 1964, Vejle, Danemarca) este un politician danez, prim ministru al Danemarcei din iunie 2015 până în iunie 2019, și lider în exercițiu al partidului de orientare liberală Venstre.
A fost ministrul internelor și al sănătății din 27 noiembrie 2001, în primele două guverne ale lui Anders Fogh Rasmussen, precum și ministru al finanțelor în al treilea guvern al lui Anders Fogh Rasmussen începând din 23 noiembrie 2007. La 5 aprilie 2009, a devenit prim ministru în urma numirii lui Fogh Rasmussen în funcția de Secretar General al NATO.
Rasmussen este membru al parlamentului danez (Folketinget) din 21 septembrie 1994. A fost și primar de amt al amtului Frederiksborg între 1998 și 2001. În ciuda coincidenței de nume, Rasmussen nu este rudă nici cu predecesorul său în funcția de prim ministru, nici cu predecesorul acestuia, Poul Nyrup Rasmussen.